# Kim Ki-nam
Kim Ki-nam ((en hangul, 김기남); Wönsan, Corea japonesa, 28 de agosto de 1929 - Pionyang, 7 de mayo de 2024) fue un político norcoreano. Se desempeñó como vicepresidente (anteriormente secretario) del Partido del Trabajo de Corea (PTC), y director del Departamento de Propaganda y Agitación desde 1989 hasta 2017, responsable de coordinar la prensa, los medios, las bellas artes y las publicaciones del país para apoyar política gubernamental. También fue vicepresidente del Comité para la Reunificación Pacífica de la Patria, en cuyo cargo dirigió numerosas visitas a Corea del Sur y sirvió como diputado durante varios mandatos en la Asamblea Popular Suprema, para la que fue elegido por primera vez en noviembre de 1977.

## Biografía
Kim Ki-nam nació en Wŏnsan, provincia de Kangwon, el 28 de agosto de 1929.
Graduado de la Universidad Kim Il-sung y de las escuelas del partido soviético, al principio trabajó en asuntos exteriores (siendo embajador de Corea del Norte en Beijing a principios de la década de 1950) antes de pasar al Departamento de Propaganda y Agitación, donde se convirtió en subdirector en 1966. En 1974, fue nombrado editor de la revista teórica del partido, Kulloja, y en 1976 fue ascendido a editor en jefe de Rodong Sinmun, el diario oficial del PTC. Se le atribuye haber producido artículos y ensayos creando el culto a Kim Jong-il y elogiando el papel histórico de Kim Il-sung. Fue elegido miembro del VI Comité Central en el VI Congreso del PTC en octubre de 1980, director del Departamento de Propaganda y Agitación en abril de 1985 y simultáneamente secretario de propaganda e historia del partido en 1992.
Kim Ki-nam fue el jefe de propaganda del partido y autor clave de los eslóganes políticos del país durante el régimen de Kim Jong-il. Se le asignó un papel para garantizar la campaña de sucesión de Kim Jong-un y fue nombrado miembro del VI Politburó en septiembre de 2010. Fue conocido en los medios occidentales como el "Goebbels de Corea del Norte".
Fue uno de los pocos funcionarios norcoreanos que visitó Corea del Sur y encabezó una delegación fúnebre en 2009 tras la muerte del expresidente surcoreano Kim Dae-jung.
También fue uno de los dos únicos funcionarios civiles que acompañaron el ataúd de Kim Jong-il durante su funeral en diciembre de 2011, siendo el otro Choe Thae-bok. Se le otorgó un puesto en la Comisión de Asuntos Estatales en junio de 2016, cuando se creó. Fue reemplazado en octubre de 2017 por Pak Kwang-ho en todas sus funciones en un pleno del Comité Central debido a su retiro.
En 2016, fue sancionado por el gobierno de Estados Unidos.
Kim fue hospitalizado por insuficiencia orgánica múltiple en abril de 2022 y murió el 7 de mayo de 2024 a la edad de 94 años,